# Чизано сул Нева
Чиза̀но сул Нѐва (на италиански: Cisano sul Neva; на лигурски: Cisan, Чизан) е село и община в Северна Италия, провинция Савона, регион Лигурия. Разположено е на 52 m надморска височина. Населението на общината е 1968 души (към 2011 г.).